# Biała (Weichsel)
Die Biała (deutsch Bialka) ist ein rechter Nebenfluss der Weichsel im Süden Polens. Seine Länge beträgt 28,6 km, das Einzugsgebiet umfasst 139 km². Er entspringt an den Hängen der Berge Klimczok, Szyndzielnia und Magura (in einer Höhe von 800 m) in den Schlesischen Beskiden. Er mündet in einer Höhe von 242 m bei Czechowice-Dziedzice in die Weichsel. Die wichtigsten Nebenflüsse sind: Olszówka, Straconka, Niwka, Krzywa und Kromparek.
Der Name auf Polnisch ist das feminine Adjektiv für weiße Farbe.
Folgende Städte und Orte liegen am Fluss: Bystra, Bielsko-Biała, Mikuszowice, Komorowice, Czechowice-Dziedzice, Bestwina und Kaniów.
Für viele Jahrhunderte war die Bialka der Grenzfluss zwischen den historischen Gebieten von Schlesien und Kleinpolen (seit 1772 Galizien) bzw. zwischen den alten Diözesen Breslau und Krakau. Seit 1315 bildete der Fluss die Grenze zwischen den schlesischen Herzogtümern Teschen und Auschwitz (im Gebiet ursprünglich kleinpolnisch). Daher waren auch die beiden Städte Bielitz (Bielsko) und Biala (Biała) getrennt. Die Zusammenlegung erfolgte erst im Jahre 1951.
Heute gehört alle Umgebung des Flusses zur Woiwodschaft Schlesien und zur Bistum Bielsko-Żywiec, also die Grenze ist nur historisch.

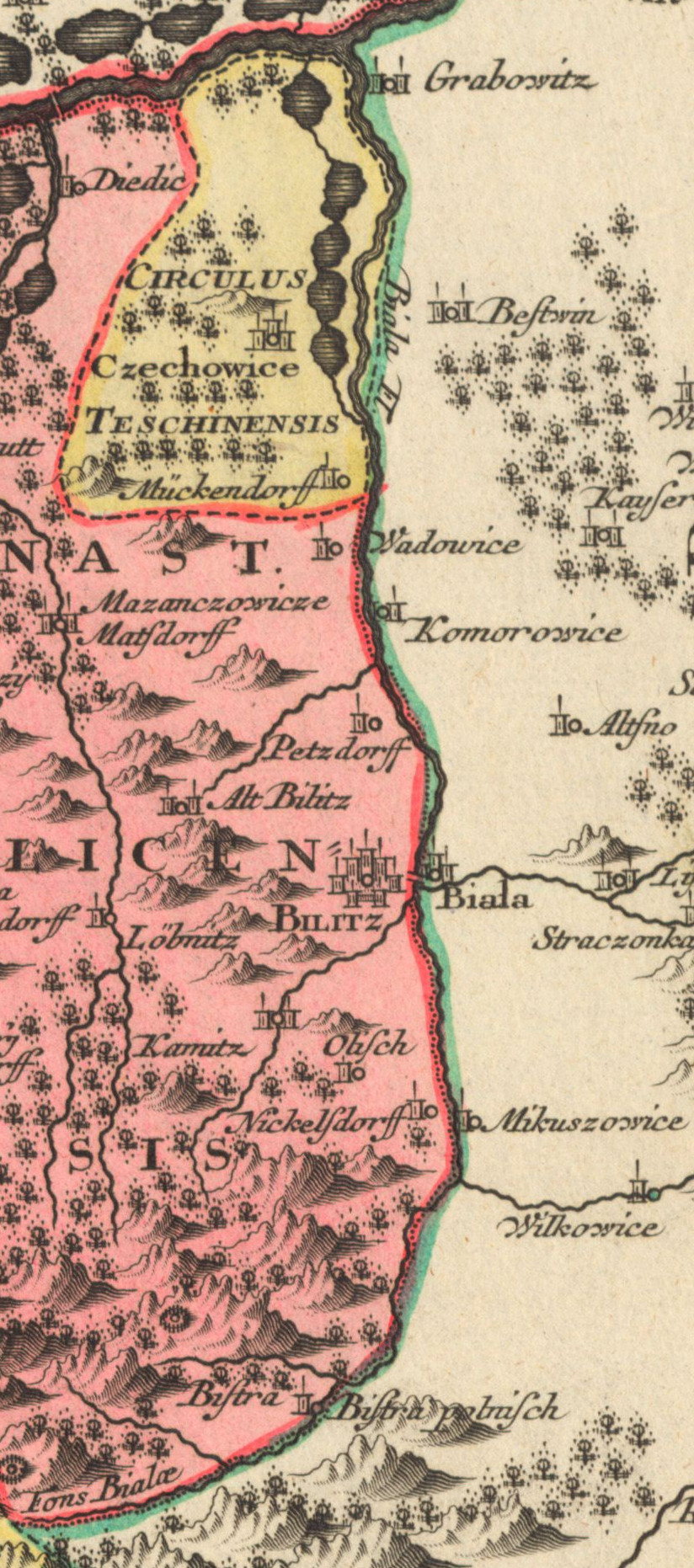
Biała im 18. Jahrhundert
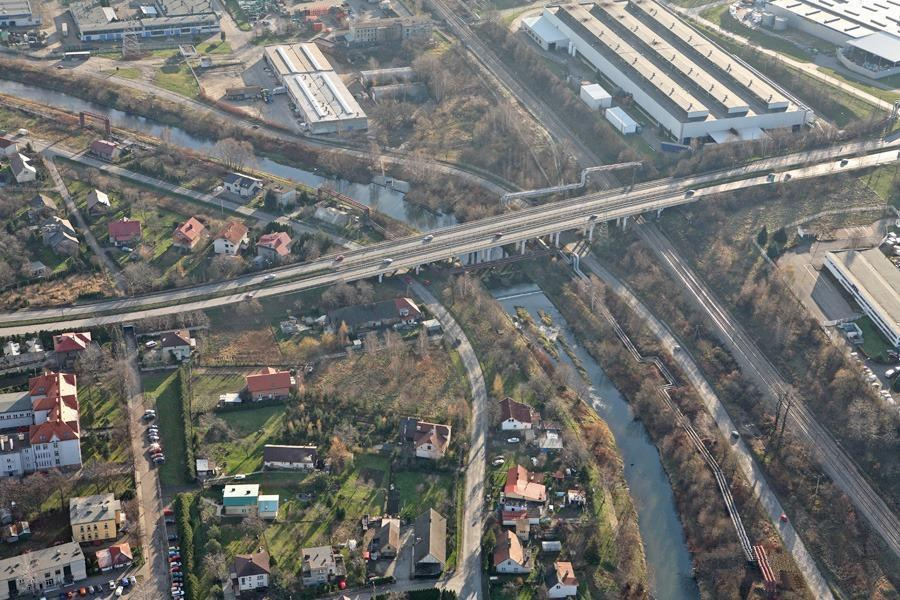
Biała in Komorowice
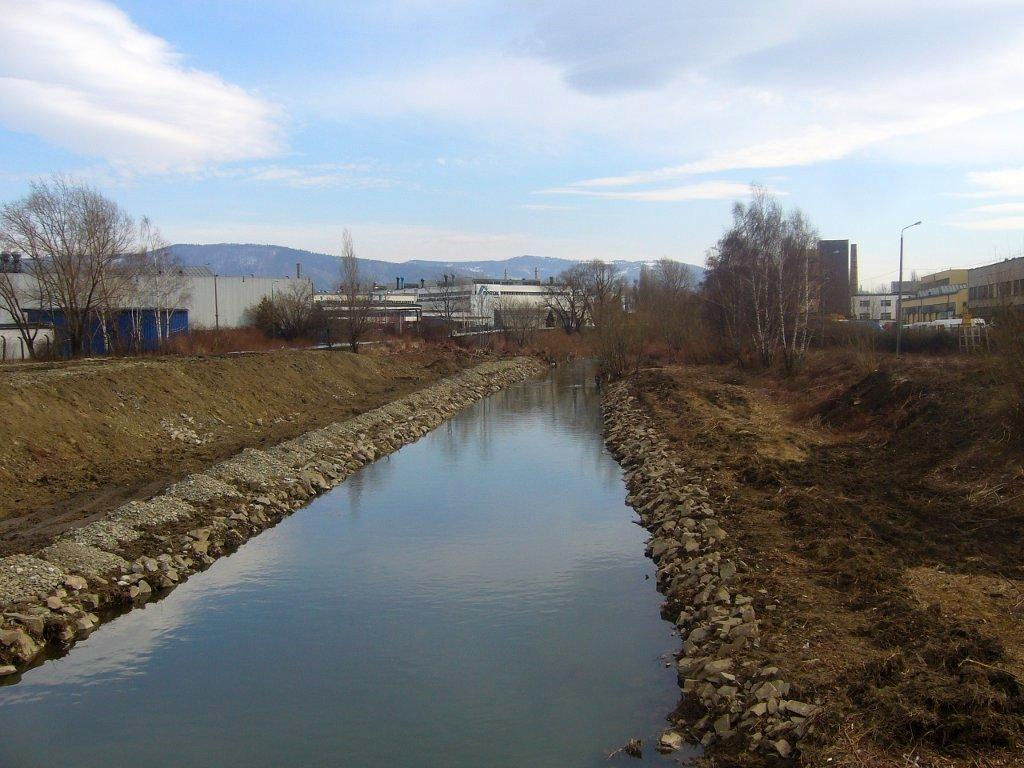
Biała in Kaniów